# سلفية حدادية
الحدادية أو التيار الحدادي أو الحداديون هو تيار انشق عن السلفية الجامية، وكان المصري محمود أحمد الحداد -وهو الذي سُمي التيار باسمه- مؤسس هذا التيّار، وكان أجرء في التجريح، حيث طعن في الألباني وابن تيمية ودعى إلى حرق كتب ابن حجر والنووي، فلم يكُن يُفرق بين العلماء الأوائل والعلماء المتأخرين، وينادي الحدادية بتطبيق قواعد التجريح بنفس الشدة على العلماء الأوائل وعلى المتأخرين. فأصل أدبيات الحدادية أنهم يبدعون بالجزئيات، فالحدادية يرون أن كل من تلبس ببدعة فهو مبتدع، وصاروا على إثر هذا يبدعون بالجزئيات. وهو ما يعتبره البعض مخالفًا لما أجمع عليه سلف الأمة الإسلامية، وعدم مراعاة لما لم يصل العلماء الأوائل من كتب حديثةٌ مُنقحة. ويتفق الحدادية مع الخوارج في مسألة عدم مراعاة المصالح والمفاسد؛ حيث أنهم يأخذون بعض الآثار ويبنون عليها مسائل ولكن لا يراعون الزمان الذي قيل فيه الأثر أو سياق الحديث أو إلى كلام بقية أئمة أهل السنة. والحدادية يُلاحظ أن لديهم غلو في التبديع؛ فإذا ثبت عندهم أن فلانًا مبتدع، سواءٌ كان من المعاصرين أو الماضين فإنهم يجهرون بتبديعه، ولو كان الجهر بتبديعه يضر أكثر مما ينفع، ويمتحنون الناس بهم؛ مما يعده البعض من المخالفات العقدية لأهل السنة والجماعة.

## التسمية
ترجع تسمية التيار إلى محمود أحمد الحداد وهو داعية سلفي مصري كان مقيمًا بالمملكة العربية السعودية قبل أن يُبعد. طلب العلم الشرعي بملازمة مشايخ المدينة المعروفين كالشيخ حماد الأنصاري وغيره، وقد انشق عن ربيع المدخلي وتبنى آراء جديدة، وبنى عليها مواقف مغايرة لتيار المداخلة، عُرف هو وأتباعه باسم الحدادية.

## الخصائص والصفات
من خصائص وصفات الحداديّة:
1. كره علماء السلفية المعاصرين بحجة دفاعهم عن النووي وابن حجر.
2. تبديع كل من وقع في بدعة مكفرة وتبديع من لا يبدع من وقع في بدعة مكفرة.
3. تبديع من لا يبدع أبو حنيفة والألباني والعلماء الذين وقعوا في أحد صفات المعتقد الأشعري. وقد ألّف محمود الحداد كتابًا اسماه «الخميس» لتبديع الألباني.
4. الغلو في مدح محمود الحداد والمبالغة في الثناء عليه بهدف إسقاط علماء السلفية المعاصرين.

## الأطوار
مرّ التيّار الحدّادي بعدة أطوار الطور الأول كانت بدايتهم في نقد النووي وابن حجر والشوكاني وبعض الفقهاء المعاصرين كالألباني.
الطور الثاني وسعوا فيه دائرة النقد لتشمل بعض العلماء المعاصرين كالشيخ ربيع المدخلي وغيره من الفقهاء. الطور الثالث وسعوا دائرة نقدهم لتشمل كل من لا يكفر تارك الصلاة من أئمة الإسلام وأهل الحديث السابقين واللاحقين، فوصفوا بعضهم بالإرجاء وبعضهم بالتجهم. الطور الرابع انتقلوا إلى النقد في نصوص الكتاب والسنة. ومن رموز التيار الحدادي فالح بن نافع الحربي - أكاديمي سابق بالجامعة الإسلامية بالمدينة المنورة - ويحيى الحجوري وعبد اللطيف باشميل. وعبد الرحمن بن صالح الحجي.
والطور الخامس حاربوا من يدافع عن ابن حجر والنووي وأبي حنيفة ولو كان المدافعون عنهم من السلفية مثل الشيخ عبد العزيز بن باز والشيخ محمد بن صالح العثيمين وغيرهم، واطلقوا عليهم لقب جديد يسمى بالمدجنة لكي يصوروا أنهم طائفة جديدة بحسب قول البعض.

## النشأة
محمود أحمد الحداد داعية سلفي ولد في طنطا بمحافظة الغربية في دلتا مصر وسافر إلى الرياض بالمملكة العربية السعودية وأمضى بها سبع سنوات، ثم رحل إلى المدينة المنورة وكان يعمل محاسبا. وزكاه بعض السلفيين بها إلى أن انقلب عليهم وتبنى منهجا في تصنيفهم سمي الحدادية. حكم محمود الحداد بخروج عدد كبير من السلفية عن قواعد المنهج السلفي وعلى رأسهم محمد ناصر الدين الألباني. تأثرت الحدادية بالمدرسة المدخلية وهو تيار من التيارات السلفية يقوم أساسها المنهجي على رفض الطائفية والفرقه والتحزب وينسب التيار للأكاديمي السعودي ربيع المدخلي، ويشدد رموزها في الإنكار على أي مخالف لهم في أية مسألة دينية، ويحكمون بخروجه من مسمى أهل السنة والجماعة، فينسبون المتهم إلى إحدى الفرق الفكرية المخالفة، لعقيدة السنة كالشيعة أو الخوارج أو غيرهما. لم يلتق محمود الحداد بعالم من علماء العصر كالشيخ الألباني والشيخ ابن باز والشيخ ابن عثيمين والشيخ النجمي والشيخ محمد أمان جامي والشيخ صالح الفوزان والشيخ صالح اللحيدان وغيرهم من المشايخ، بل انطوى على نفسه ودعى للسلفية والعلم والتفَّ حوله بعض الشباب.

## الأدبيات
من أدبيّات الحدادية إنتقاد العلماء القديمين ابتداءً من النووي وابن حجر وشيخ الإسلام ابن تيمية والعلامة ابن القيم وابن أبي العز الحنفي شارح الطحاوية والإمام محمد بن عبد الوهاب وأمثالهم، إلى العلماء المعاصرين مثل هيئة كبار العلماء حيث سماهم محمود الحداد عبيد السلاطين، وكذلك الشيخ الألباني حيث ألّف محمود الحداد رسالة في الشيخ الألباني أسماها: الخميس. ومنهم من لعن أبا حنيفة ومنهم من يبدّع النووي وابن حجر. ووصل الحال بالبعض من هذا التيار إلى حرق كتاب فتح الباري بسبب عدد من مخالفات ابن حجر لمنهج السلف.
ومن أكثر المسائل التي كان محمود الحداد يثيرها أخطاء الشيخ الألباني في العقيدة وغيرها، وألَّف كتابًا ضخمًا في ذلك سماه كتاب الخميس - أي الجيش العرمرم الزاحف - وقال في بعض كتبه أنَّ عامة المسلمين من زمن على الإرجاء، واتهم الإمام البربهاري بتهمة الإرجاء صريحًا واتهم شيخ الإسلام ابن تيمية بتهوين شأن الإرجاء لأنه عد الخلاف مع مرجئة الفقهاء أكثره لفظي. وطعن محمود الحداد في العقيدة الطحاوية وشارحها ابن أبي العز الحنفي ومن يوصي بها من العلماء المعاصرين بدعوى أنَّ فيها إرجاء وتجهمًا وعلم الكلام ولينًا، وقد تكلَّم محمود الحداد في مشايخ المدينة ولم يُعلم عنه الكلام في القطبية والسرورية ولا في زعيمهم سيد قطب، وانتقد علماء بلاد الحرمين في وقت أزمة الخليج ووصفهم بعلماء السوء وعبيد السلطة، وكان مما يقرره محمود الحداد أيضًا عدم التفريق بين المبتدع الداعي إلى بدعته وبين غير الداعي كما لا يفرِّق بين المبتدع وبين من وقع في بدعة من العلماء كالشوكاني وابن حجر وأمثالهم، وكان لا يجيز الترحم على هؤلاء العلماء الذين وقعوا في شيء من البدع ويحذِّر منهم ومن كتبهم. فالحدادية تشمل انتقاداتهم الرموز التاريخية لأهل السنة والجماعة كالإمامين يحيى بن شرف النووي شارح صحيح مسلم وابن حجر العسقلاني شارح صحيح البخاري. كما طالب الحداديون إلى حرق كتب من يختلفون معهم في الأمور الاجتهادية المتعلقة بالدين، ويشتد إنكارهم على المداخلة بسبب اتهامهم بالتساهل مع الخصوم.
عُرفت الحدادية في أوساط السلفية المدخلية بتبنيها للغلو والتشدد في تجريح علماء أهل السنة والطعن فيهم، فقد عُرفوا بتتبع علماء أهل السنة المعروفين بانتمائهم للسنة، وطعنوا فيهم كطعنهم في الشيخ محمد ناصر الدين الألباني والدكتور ربيع المدخلي نفسه وغيرهما، والسعي لإسقاط هؤلاء العلماء. ومما طالبت به الحدادية إتلاف بعض الكتب المعتمدة والمقدرة عند أهل السنة، كفتح الباري شرح صحيح البخاري للحافظ ابن حجر العسقلاني، والمنهاج في شرح صحيح مسلم بن الحجاج للإمام النووي، لما تضمناه من انحرافات عقائدية حسب قولهم بسبب انتمائهما للمذهب الأشعري، وهو ما يجب محاربته وعدم التساهل معه، أو تقبله بأي حال من الأحوال، وفق رأيهم.
يرى الحدادية أن من يوافقهم يمثلون أهل السنة، ويهاجمون الاتجاهات الأخرى التي تنتسب للسلفية حتى ابن تيمية يعلنون أنهم لا يحتاجون إليه لأنه لم يكفر الأشاعرة بل كان معتدلا معهم ومنفتحا عليهم، ثم تستمر سلسلة النقد لعلماء بدءا من الإمام أبي حنيفة ثم النووي وابن حجر العسقلاني وكذلك مهاجمتهم لعلماء الأزهر المعاصرين، ولغالب الإسلاميين الذين يصفونهم بالحركيين. وكما انتقدوا يوسف القرضاوي بعد وفاته، فهم ينزلون قواعدهم في التكفير والتجريح على القدامى والمعاصرين على حد سواء بينما يكتفي المداخلة بتنزيلها على المعاصرين دون القدامى.
وهذا جعلهم يكفرون الإمام أبا حنيفة النعمان وينزلون نقدهم على كل العلماء المتمذهبين بمذهبه، كما يكفرون علماء الأشاعرة مما يعني تكفير الفقهاء الشافعية جميعا، وجل المالكية وبعض الحنابلة، وكذلك يكفرون ابن حزم ليسقطوا بذلك أشهر علماء المذهب الظاهري، ونقدهم في المعاصرين أوسع نطاقًا فلا يتركون إسلاميًا سياسيًا ولا حركيًا إلا انتقدوه.

## الحدادية والجامية
تشترك الحدادية والجامية في الأسس والمناهج الذي تنطلق منه، فأصحابه يتبنون نفس وجهات النظر في معظم القضايا، فالموقف السلبي من سيد قطب وجماعة الإخوان ورفض كافة أشكال العمل السياسي والحزبي، والتركيز على مسألة طاعة ولي الأمر، أمور مشتركة فيما بينهم. والذي يجمع بين المدرستين أنهما كثيرتا التسرع في الحكم بالبدعة - أي الاتهام بمخالفة النهج السلفي الصحيح - على المخالفين، وإلزام الآخرين بتبني وجهات نظرهم، في حين يُنتقد الحدادية بأنهم يتبنون طريقة التسلسل في التبديع، فيبدعون شخصاً سلفياً ثُمَّ يبدعون من لا يبدعه، ثُمَّ هذا الذي بدعوه بسبب الأول يبدعون من لا يبدعه وهكذا.

## انتقادات
تحدث عبد العزيز الريس عن فكر الحداديين فمن بدَّع بالوقوع في أيِّ خطأٍ جزئيٍ فقد خالف إجماع أهل السُّنَّة، فأصل بدعة الحدادية أنهم يبدعون بكل جزئيٍ، هذا هو أصل بدعتهم، ثم عندهم بدعٌ أخرى، منها أنهم لا يراعون المصالح ولا المفاسد، فإذا ثبت عندهم أن فلانًا مبتدع سواءٌ كان من المعاصرين أو الماضين فإنهم يجهرون بتبديعه، ولو كان الجهر بتبديعه يضر أكثر مما ينفع، بل إنهم لما وقفوا على تبديع أئمة أهل السُّنَّة لبعض الماضين أخذوا ينشرون هذا في كُلِّ مكان، ويمتحنون الناس بهؤلاء الذين بدَّعهم أئمةُ السُّنَّة. وأيضًا مما اخطأ فيه الحدادية أنهم يوالون ويعادون على أمورٍ لم تأتِ الشريعة بالولاء والبراء عليها، إما أن تكون مسائل اجتهادية القول فيها ما بين راجح أو مرجوح وما بين أجر أو أجرين ومع ذلك يوالون ويعادون على أمثال هذه المسائل، أو أن تكون المسألة في الأصل من بدعهم. أما من أمثلة المسائل التي ليس لهم سلف فيها هو قول بعض الحدادية إن التوحيد معروفٌ بالفِطَر وإن الحجة قامت بالفطرة ولا يحتاج لإرسال رسل. وإن قائل هذه المقالة من الحدادية لم يتوقف عند هذا الحد بل تعدى ذلك وصار يوالي ويعادي على هذه المسألة ويضلِّل من لا يوافقه بل يكفِّر من لا يوافقه، بل يكفِّر من وقع في الشرك ومن لم يوافقه في تأصيله الذي لم يسبق إلا من المعتزلة.
كما أضاف عبد العزيز الريس أنهم غلوا في الآثار فيأخذون كل أثرٍ وحده ويبنون عليه ولا ينظرون إلى الزمان الذي قيل فيه الأثر، ولا ينظرون إلى المصالح والمفاسد ولا ينظرون إلى سياق الأثر وإلى كلام بقية أئمة السُّنَّة، فقد يشدد إمام من أئمة السُّنَّة في مسألة لاحتياج أهل زمانه إلى التشديد في هذه المسألة والعكسُ بالعكسِ. فلا ينبغي أن نأخذ أثرًا ونَدَعَ بقية الآثار فإن الآثار يوضِّح بعضها بعضًا، لكن لا يجوز الغلو فيها فإن الغلو محرم، وينبغي أن يضم بعضها إلى بعض، ومن السلبيات عند الحدادية فإنه من الملاحظ أنهم شبيهون بالخوارج من وجهٍ، وذلك أن الخوارج لا يراعون المصالح ولا المفاسد وأن الخوارج يكفِّرون بالجزئيات بكل كبيرة بل إن الخوارج يكفِّرون بالحسنات والخوارج يوالون ويعادون على اعتقاداتهم. فالحدادية والخوارج يجتمعان فيما تقدَّم ذكره ويختلفان في أن الخوارج يكفرون والحدادية يبدِّعون، وإن كان وُجِد من الحدادية اليوم من غلا وتجاوز مرحلة التبديع إلى مرحلة التكفير وأصبح شبيهًا بالخوارج.

سئل محمد بن هادي المدخلى في شريط له بعنوان تحذير السلفيين من ألاعيب المتلونين ما يأتي: السؤال الثالث: يقول السائل ما علامات الحداديين الذين ظهروا في الآونة الأخيرة؟ فأجاب المدخلي: 
أولًا: الغلظة والفظاظة وهي التي نهى الله عنها وامتنّ على رسوله صلى الله عليه وسلم بضدها (فَبِمَا رَحْمَةٍ مِنَ اللَّهِ لِنْتَ لَهُمْ وَلَوْ كُنْتَ فَظًّا غَلِيظَ الْقَلْبِ لانْفَضُّوا مِنْ حَوْلِكَ فَاعْفُ عَنْهُمْ وَاسْتَغْفِرْ لَهُمْ وَشَاوِرْهُمْ فِي الأمْرِ فَإِذَا عَزَمْتَ فَتَوَكَّلْ عَلَى اللَّهِ إِنَّ اللَّهَ يُحِبُّ الْمُتَوَكِّلِينَ). فإذا أخطأ أخوك خطئًا فالواجب عليك أن تكون به رحيمًا، فتأخذه بلطف وتبين له بلطف وتبين له بعلم وتبين له بشفقه وتظهر له الود والمحبة وأنك إنما تقول ذلك من باب المحبة له لا من باب الاستعلاء عليه ولا من باب التشفي ولا من باب التعالم ولا من باب التقريع والتأنيب لا !، وإنما من باب التوجيه ومن باب النصح ومن باب اللطف ومن باب محبة الخير له ونحو ذلك، فمن الغلظة هذا .
ثانيًا: الحداديون بالغوا في تعظيم الآثار إلى أن تركوا الأخبار الواردة عن رسول الله صلى الله عليه وسلم، بالغوا في هذا، فوقعوا في هجر وترك الأحاديث الواردة عن سيد الأنبياء عليه الصلاة والسلام، فأنت تقول له: قال النبي، يقول: قال فلان ! سبحان الله!!، قول فلان إنما هو تبع لقول النبي صلى الله عليه وسلم.
ثالثًا: أن الحدادية - وهذا من أشهر ما عندهم - أنهم لا يعتدون بعالم! تمامًا علماء السنة؛ الألباني عندهم مرجئ، والشيخ ابن باز جاهل ما يعرف كتب السنة، وشيخ الإسلام نقض الإجماع وخالف مذهب السلف وهكذا قس خذ من هذه الأمور، هذه كلها أنا سمعتها من رؤوسهم سواء من فريد ولا من الحداد ولا مِن مَن هو دون الحداد من رؤوس هؤلاء في ذلك الحين، فالشاهد لا يعترفون بعالم أبدًا، شيخهم الحداد ومتكلمه فريد وموزعه عبد اللطيف باشميل في الدنيا كلها، هذا هو.
رابعًا: ثم من علاماتهم الهجر على كل شيء صغيرة وكبيرة، من غير ضبط للهجر بضوابط علماء أهل السنة، علماء السنة الهجر عندهم مضبوط ليس كلمة تقال لا زمام لها ولا خطام لا ! كلمة لها مدلولها الشرعي ولها أدلتها الشرعية ولها ضوابطها الشرعية ما هو الهجر وما دليله وما ضوابطه، فهي كلمة لها معناها ومدلولها الشرعي ولها دليلها الشرعي ولها ضوابطها الشرعية، فهؤلاء لا زمام ولا خطام، هذا من أشهر علاماتهم .

## وصلات خارجية
- من هم الحدادية ومن أبرز رموزهم؟ الشيخ عبدالعزيز الريس.
- الصواعق السلفية على أوكار الطائفة الحدادية التكفيرية الشيخ أحمد بازمول.
- خطورة الحدادية الجديدة”وأوجه الشبه بينها وبين الرافضة الشيخ ربيع المدخلي.
- الحدادية محاضرة للشيخ يعقوب البنا.
- كتاب مميزات الحدادية أدعياء السلفية
- كتاب الصواعق السلفية على أوكار الحدادية بقلم أحمد بازمول.
- السلفية ومدارسها محاضرة على موقع طريق الإسلام.
- الردود العلمية على الغلاة الحدادية